# Annales Cambriae

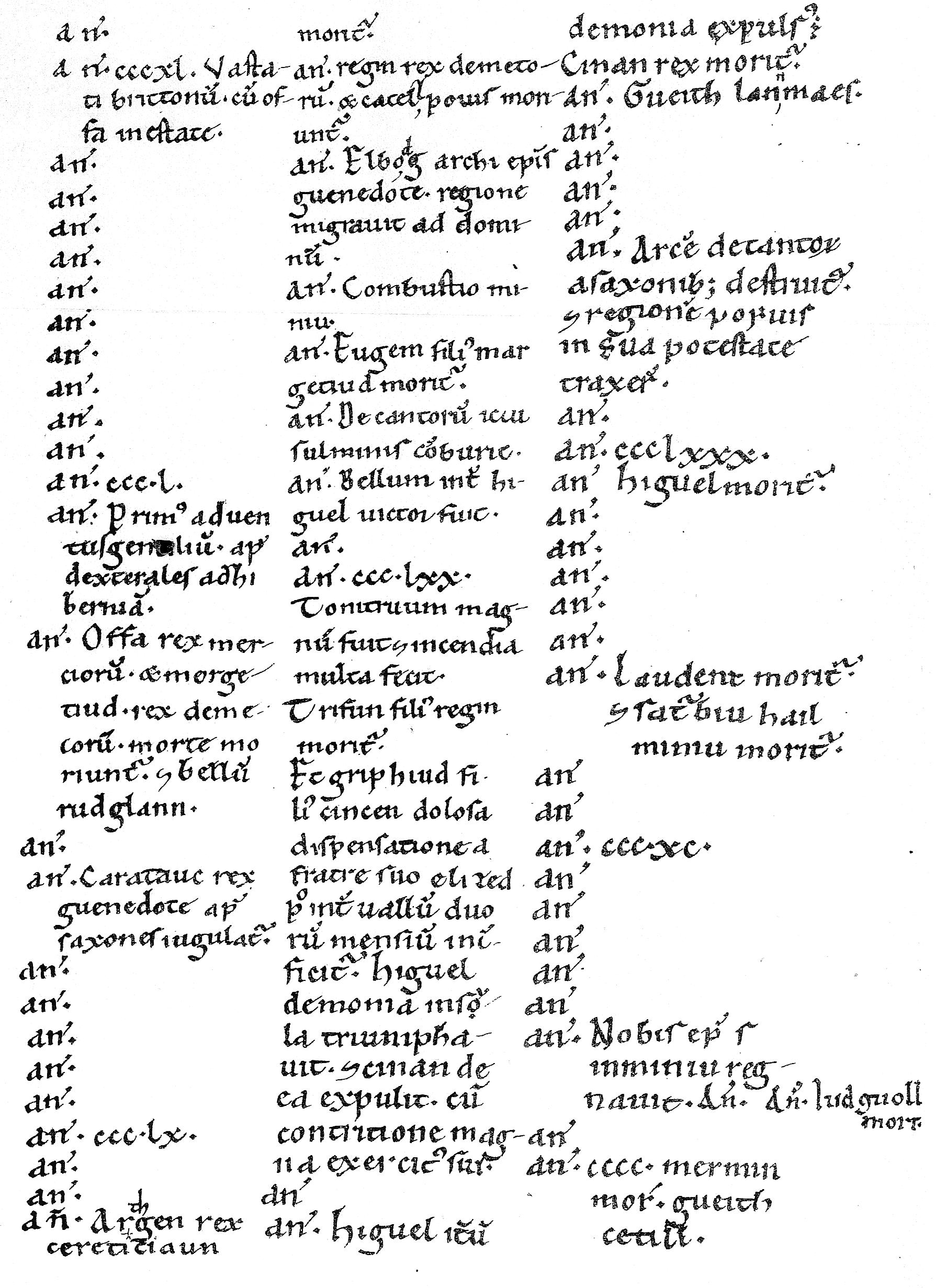
Annales Cambriae: vista d'una pàgina del manuscrit A

Els Annales Cambriae o Els Annals de Gal·les és el nom atorgat a un conjunt de cròniques cambro-llatines procedents d'un text compilat de diverses fonts a St David's, Dyfed (Gal·les), en una data incerta, encara que anterior al segle x. Malgrat el seu nom, els Annales Cambriae no registren solament esdeveniments a Gal·les, sinó també successos a Irlanda, Cornualla, Anglaterra, Escòcia i diversos altres llocs més llunyans.